# Azle
La ville d’Azle (en anglais [ˈeɪzəl]) est située dans les comtés de Parker et Tarrant, dans l’État du Texas, aux États-Unis. Sa population s’élevait à 10 947 habitants lors du recensement de 2010, estimée à 12 064 habitants en 2016.

## Source
- (en) Cet article est partiellement ou en totalité issu de l’article de Wikipédia en anglais intitulé « Azle, Texas » (voir la liste des auteurs).